# Värnanäs skärgård
Värnanäs skärgård este o arie protejată (arie specială de conservare — SAC, sit de importanță comunitară — SCI) din Suedia întinsă pe o suprafață de 1.551,9 ha, integral pe uscat.

## Localizare
Centrul sitului Värnanäs skärgård este situat la coordonatele 56°28′38″N 16°10′19″E / 56.4771°N 16.172°E.

## Înființare
Situl Värnanäs skärgård a fost declarat sit de importanță comunitară în ianuarie 1998 pentru a proteja 2 specii de animale. Situl a fost protejat și ca arie specială de conservare în martie 2011.

## Biodiversitate
Situată în ecoregiunile boreală și marină baltică, aria protejată conține 8 habitate naturale: Pășuni din zone de pădure fino-scandinave, Insulițe și insule mici din Baltica boreală, Bancuri de nisip acoperite în permanență slab de apă marină, Pășuni de coastă din Baltica boreală, Vegetație anuală la limita mareei, Recifuri, Golfuri mici largi și golfuri puțin adânci, Lagune de coastă.
La baza desemnării sitului se află mai multe specii protejate de  mamifere (2): Halichoerus grypus, focă obișnuită (Phoca vitulina).